# Плотницкий молоток
Плотницкий молоток (плотничий молоток, молоток-гвоздодёр плотника) — молоток, применяемый в столярных работах, предназначенный для забивания и выдёргивания гвоздей.

## Устройство
Молоток оснащён плоским круглым бойком и гвоздодёром на тыльной стороне. У современных видов плотницких молотков между бойком и гвоздодёром есть прорезь со встроенным в неё магнитом, предназначенным для надёжного фиксирования гвоздя и возможности забить его без помощи второй руки.